# Pavel iz Teb
Pavel iz Teb, tudi Pavel Puščavnik, rimsko-egipčanski puščavnik in svetnik, * okoli 227, Egipt (rimska provinca), † okoli 342, Samostan svetega Pavla Puščavnika, Egipt.
Pavel iz Teb velja za prvega krščanskega puščavnika. Njegovo življenje z naslovom Življenje svetega Pavla, prvega puščavnika je prvi zapisal sveti Hieronim, leta 375 ali 376.
Po njegovi duhovni zapuščini so v 13. stoletju na Madžarskem ustanovili red pavlincev.